# 赤羽根町

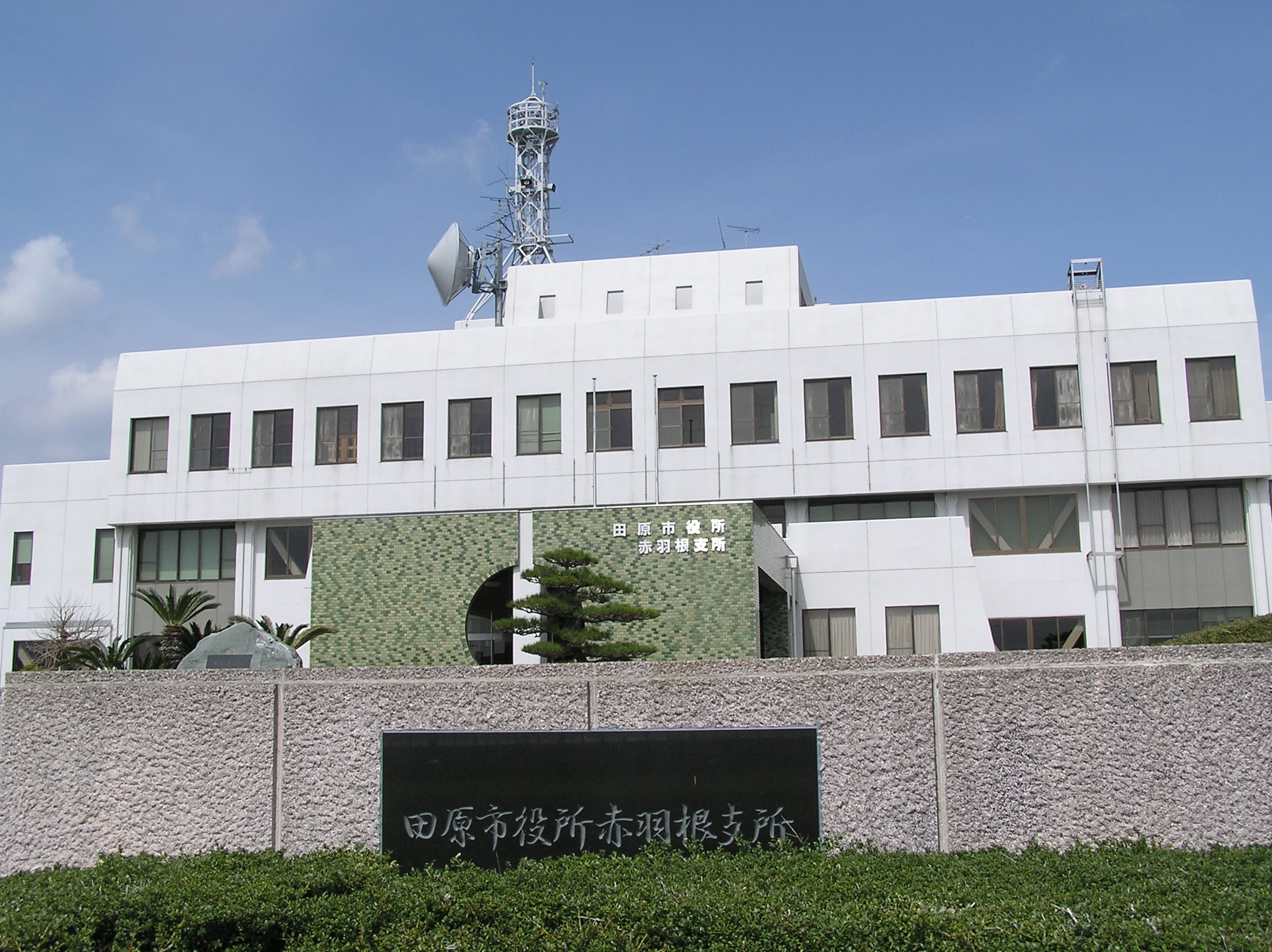
赤羽根町役場

赤羽根町（あかばねちょう）は、かつて愛知県渥美郡に属していた町。2003年（平成15年）8月20日に渥美郡田原町へ編入され、田原町は即日市制施行して田原市となった。この合併は愛知県内における平成の大合併の先駆けである。

## 地理
太平洋（遠州灘）に面しており、「遠州のからっ風」と呼ばれる強風が吹く。太平洋沿岸部の太平洋ロングビーチ（赤羽根ロングビーチ）にはサーフィンに適した波が寄せることで知られ、夏にはサーファーや海水浴客で賑わう。

### 隣接していた自治体
- 渥美郡渥美町、田原町

## 歴史
- 1889年（明治22年）10月1日、町村制の施行により、渥美郡赤羽根村が単独で村制施行し、赤羽根村が発足[2]。
- 1906年（明治39年）7月16日 - 渥美郡赤羽根村、高松村、若戸村の3村が合併して赤羽根村発足。
- 1958年（昭和33年）11月1日 - 赤羽根村が町制施行して赤羽根町が発足。
- 1998年（平成10年） - 公共下水道事業着手。計画区域87ヘクタール。
- 1998年（平成10年）11月1日 - 町民憲章制定。
- 1999年（平成11年）4月1日 - 田原町に消防事務を委託。田原町消防署赤羽根分署を開設。
- 2003年（平成15年）4月1日 - 赤羽根浄化センター供用開始。
- 2003年（平成15年）8月20日 - 赤羽根町が田原町に編入され、田原町は同日市制施行して田原市が発足。

## 行政

### 町長
- 大羽義市（ - 2003年）

### 議会
- 議員定数：12人

### 財政
- 予算：31億500万円（2002年度当初予算、1万円未満切り捨て）
- 公債費比率：10.3%（2001年度決算）
- 財政力指数：0.35（2002年度）

### 町民憲章
わたくしたちは、明るく住みよい赤羽根町の発展をめざし、町民一人ひとりの合言葉として、この憲章を定めます。
- 自然を愛し、緑豊かな町をつくります。
- 互いに助け合い、あたたかな町をつくります。
- 健康に心がけ、生きがいのある町をつくります。
- 教養を深め、文化の高い町をつくります。
- 郷土を誇り、活力ある町をつくります

## 経済

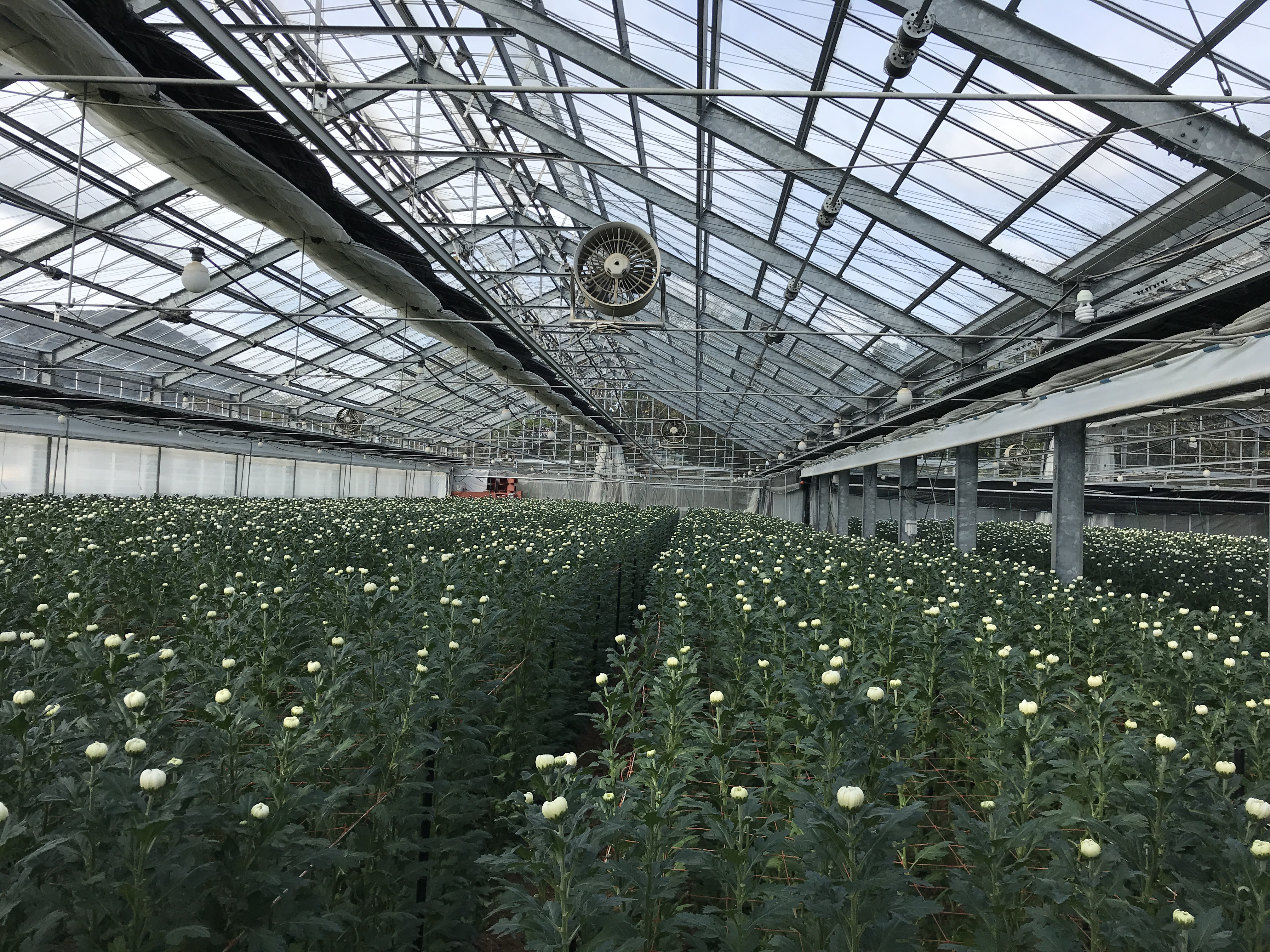
電照菊のハウス

### 産業
電照菊やメロンが特産品として多く出荷される。また、遠州灘の沖合が良好な漁場であることから、漁業も盛んである。赤羽根漁港は1951年7月28日に第1種漁港に指定され、1952年11月11日に第4種漁港（避難港）に指定された。
- 製造品出荷額等：21億6600万円（2000年）
- 農業粗生産額：137億3400万円（2000年）

## 教育

### 小学校
- 赤羽根町立赤羽根小学校
- 赤羽根町立高松小学校
- 赤羽根町立若戸小学校

### 中学校
- 赤羽根町立赤羽根中学校

### 高等学校
- 愛知県立成章高等学校赤羽根分校[3]

## 交通
町内に鉄道路線は存在しなかった。

### 道路

#### 一般国道
- 国道42号

#### 県道
- 主要地方道
  - 愛知県道28号田原赤羽根線
- 一般県道
  - 愛知県道398号高松渥美線
  - 愛知県道416号赤羽根野田線
  - 愛知県道417号高松田原線 - 1994年4月1日に愛知県道28号田原赤羽根線に統合。
  - 愛知県道419号赤羽根泉港線
  - 愛知県道497号渥美豊橋自転車道線

## 名所・旧跡・観光スポット
- 赤羽根町歴史民俗資料館
- 太平洋ロングビーチ（赤羽根ロングビーチ）

## 出身有名人
- 上田昇 - オートバイレーサー。
- 小川泰弘[4] - プロ野球選手。